# 가타나
가타나(かたな)는 원형 또는 네모난 가드와 두 손을 수용할 수 있는, 긴 손잡이가 있는 구부러진 외날 칼날이 특징인 일본도이다. 다치보다 늦게 개발되어 봉건 일본의 사무라이가 사용했으며 가장자리가 위를 향하도록 착용했다. 무로마치 시대 이후 많은 오래된 다치는 이후 짧아지고 부서져 '가타나'의 형태로 변환되었다. 일본 내에서 '가타나'의 정확한 명칭은 우치가타나 (打刀)이며 '가타나'(刀)라는 용어는 전 세계의 외날 검을 의미하는 데 사용된다.

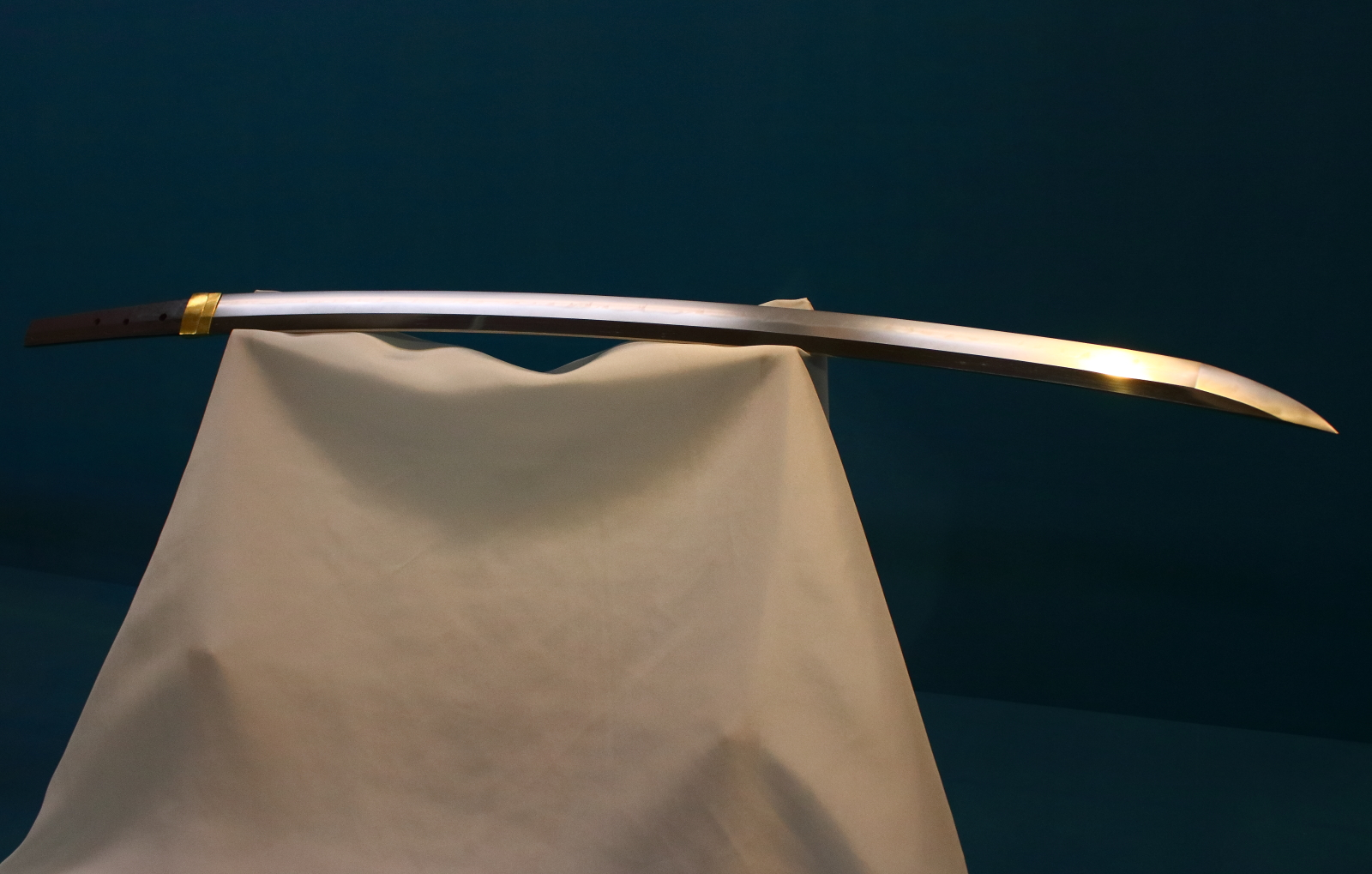

## 같이 보기
- 장검
- 일본 검술
- 일본도
- 노타치
- 타치
- 협차
- 한국의 도검
- 왜도